# Сент-Илер-де-Рье (кантон)
Сент-Илер-де-Рье (фр. Saint-Hilaire-de-Riez) — кантон во Франции, находится в регионе Пеи-де-ла-Луар, департамент Вандея. Входит в состав округа Ле-Сабль-д'Олон.

## История
Кантон Сент-Илер-де-Рье образован в результате реформы 2015 года. В его состав вошли коммуны упраздненного кантона Сен-Жиль-Круа-де-Ви.

## Состав кантона с 22 марта 2015 года
В состав кантона входят коммуны (население по данным Национального института статистики за 2019 г.):
- Брем-сюр-Мер (2 817 чел.)
- Бретиньоль-сюр-Мер (5 066 чел.)
- Живран (2 230 чел.)
- Коммекье (3 605 чел.)
- Коэ (3 285 чел.)
- Л’Эгийон-сюр-Ви (2 024 чел.)
- Ла-Шез-Жиро (1 083 чел.)
- Ландевьей (1 449 чел.)
- Ле-Фенуйе (4 854 чел.)
- Сен-Жиль-Круа-де-Ви (7 862 чел.)
- Сен-Мексан-сюр-Ви (1 124 чел.)
- Сен-Реверан (1 459 чел.)
- Сент-Илер-де-Рье (11 297 чел.)

## Политика
На президентских выборах 2022 г. жители кантона отдали в 1-м туре Эмманюэлю Макрону 34,9 % голосов против 24,6 % у Марин Ле Пен и 13,2 % у Жана-Люка Меланшона; во 2-м туре в кантоне победил Макрон, получивший 59,6 % голосов. (2017 год. 1 тур: Франсуа Фийон – 27,9 %, Эмманюэль Макрон – 24,9 %, Марин Ле Пен – 20,3 %, Жан-Люк Меланшон – 13,3 %; 2 тур: Макрон – 66,4 %).
С 2021 года кантон в Совете департамента Вандея представляют мэр коммуны Ландевьей Изабель Дюранто (Isabelle Duranteau) и вице-мэр коммуны Сен-Жиль-Круа-де-Ви Тома Перрошо (Thomas Perrocheau) (оба – Разные правые).
|                | Кандидаты                          | Партия                   | Первый тур | Первый тур     | Второй тур | Второй тур |
| Кол-во голосов | Кандидаты                          | Партия                   | % голосов  | Кол-во голосов | % голосов  |            |
| -------------- | ---------------------------------- | ------------------------ | ---------- | -------------- | ---------- | ---------- |
|                | Изабель Дюранто Тома Перрошо       | Разные правые            | 4 529      | 32,93          | 7 408      | 56,98      |
|                | Лоран Буделье Софи Бургуэн         | Разные правые            | 4 121      | 29,96          | 5 594      | 43,02      |
|                | Жан-Патрик Фийе Мари-Кристин Эбран | Национальное объединение | 2 465      | 17,92          |            |            |
|                | Элизабет Клеман Лоран Реньес       | Левый блок               | 2 038      | 14,82          |            |            |
|                | Элизабет Россель Дидье Шабайе      | Регионалисты             | 600        | 4,36           |            |            |

|                | Кандидаты                      | Партия                  | Первый тур | Первый тур     | Второй тур | Второй тур |
| Кол-во голосов | Кандидаты                      | Партия                  | % голосов  | Кол-во голосов | % голосов  |            |
| -------------- | ------------------------------ | ----------------------- | ---------- | -------------- | ---------- | ---------- |
|                | Лоран Буделье Изабель Дюранто  | Разные правые           | 4 190      | 21,33          | 12 149     | 66,11      |
|                | Флоран Дюпюи Брижит Невё       | Национальный фронт      | 5 034      | 25,62          | 6 228      | 33,89      |
|                | Изабель Кассу Кристиан Про     | Разные правые           | 2 999      | 15,26          |            |            |
|                | Паскаль Дюбен Жанин Канье      | Разные правые           | 2 895      | 14,73          |            |            |
|                | Сюзан Доган Жан-Пьер Стефано   | Социалистическая партия | 2 618      | 13,32          |            |            |
|                | Матьё Гийотон Марин Куле       | Зелёные                 | 1 191      | 6,06           |            |            |
|                | Элизабет Клеман Доминик Тенайо | Левый фронт             | 721        | 3,67           |            |            |